# Go Chuck Yourself/Happy Live Surprise
Go Chuck Yourself/Happy Live Surprise es un álbum en directo de la banda Sum 41. Go Chuck Yourself es el nombre del disco en la versión europea y estadounidense. Happy Live Surprise para la versión japonesa. 
Fue grabado en el concierto de la ciudad canadiense de London, en Ontario, durante la gira mundial Go Chuck Yourself.

## Listado de canciones
1. The Hell Song
2. My Direction
3. Over My Head (Better Off Dead)
4. A.N.I.C.
5. Never Wake Up
6. We're All to Blame
7. There's No Solution
8. No Brains
9. Some Say
10. Welcome to Hell
11. Grab the Devil by the Horns and Fuck Him Up the Ass
12. Makes No Difference
13. Pieces
14. Motivation
15. Still Waiting
16. 88
17. No Reason
18. I Have a Question
19. Moron
20. Fat Lip
21. Pain for Pleasure

- Datos: Q548092